# Jean-Gaston Vandel
Jean-Gaston Vandel ist das gemeinsame Pseudonym der beiden belgischen Schriftsteller Jean Libert (1913–1995) und Gaston Vandenpanhuyse (vollst. Gaston van den Panhuyse) (1913–1981), das sie für ihre Science-Fiction-Romane verwendeten.

## Gemeinsame Werke
Unter dem Pseudonym "Jean-Gaston Vandel" verfassten Jean Libert und Gaston Vandenpanhuyse gemeinsam 17 Romane sowie die drei weiteren der Trilogie Les chevaliers de l’espace. Alle Romane erschienen in Paris in den Editions Fleuve noir in dem kurzen Zeitraum von 1952 bis 1956.
Fünf Romane wurden in deutscher Übersetzung im Gebrüder Weiss Verlag, Berlin, innerhalb der Reihe Romane aus der Welt von morgen publiziert. Als Übersetzer einzelner Titel waren u. a. Else von Hollander-Lossow, Ernst Bluth und Kurt Seibt beteiligt. Weitere deutsche Übersetzungen erschienen als Heftroman innerhalb der Reihe Terra Utopische Romane des Moewig-Verlags. Der Roman Attentat Cosmique (1953) erschien 1954 in einer englischen Übersetzung von Eugene Ascher – ein Pseudonym des englischen Autors und Verlegers Harold Ernest Kelly (1900–1963) – als Enemy Beyond Pluto.
Der Roman Bureau de l’invisible (deutscher Titel: Alarm aus dem Unsichtbaren) wurde 1955 mit dem Grand Prix du Roman de Science-Fiction ausgezeichnet.
- Roboter im Weltenraum, 1955, Berlin, München, Weiss
- Invasion aus dem Kosmos, 1955, Berlin, München, Weiss
- Alarm aus dem Unsichtbaren, 1956, Berlin : Weiss
- Terra, 1958, München, Moewig
- Galaxis M 33, 1959, München, Moewig
- Schiffbruch jenseits Galaxis, 1960, Berlin-Schöneberg, Weiss
- Erloschene Gestirne, 1961, Berlin-Schöneberg, Weiss